# Fritz Oberdörffer
Fritz Oberdörffer, in den USA Oberdoerffer, (geboren 4. November 1895 in Hamburg; gestorben 8. Dezember 1979 in Austin) war ein US-amerikanischer Musikwissenschaftler deutscher Herkunft. Er war der Neffe des Sängers und Komponisten Martin Oberdörffer.

## Leben und Werk

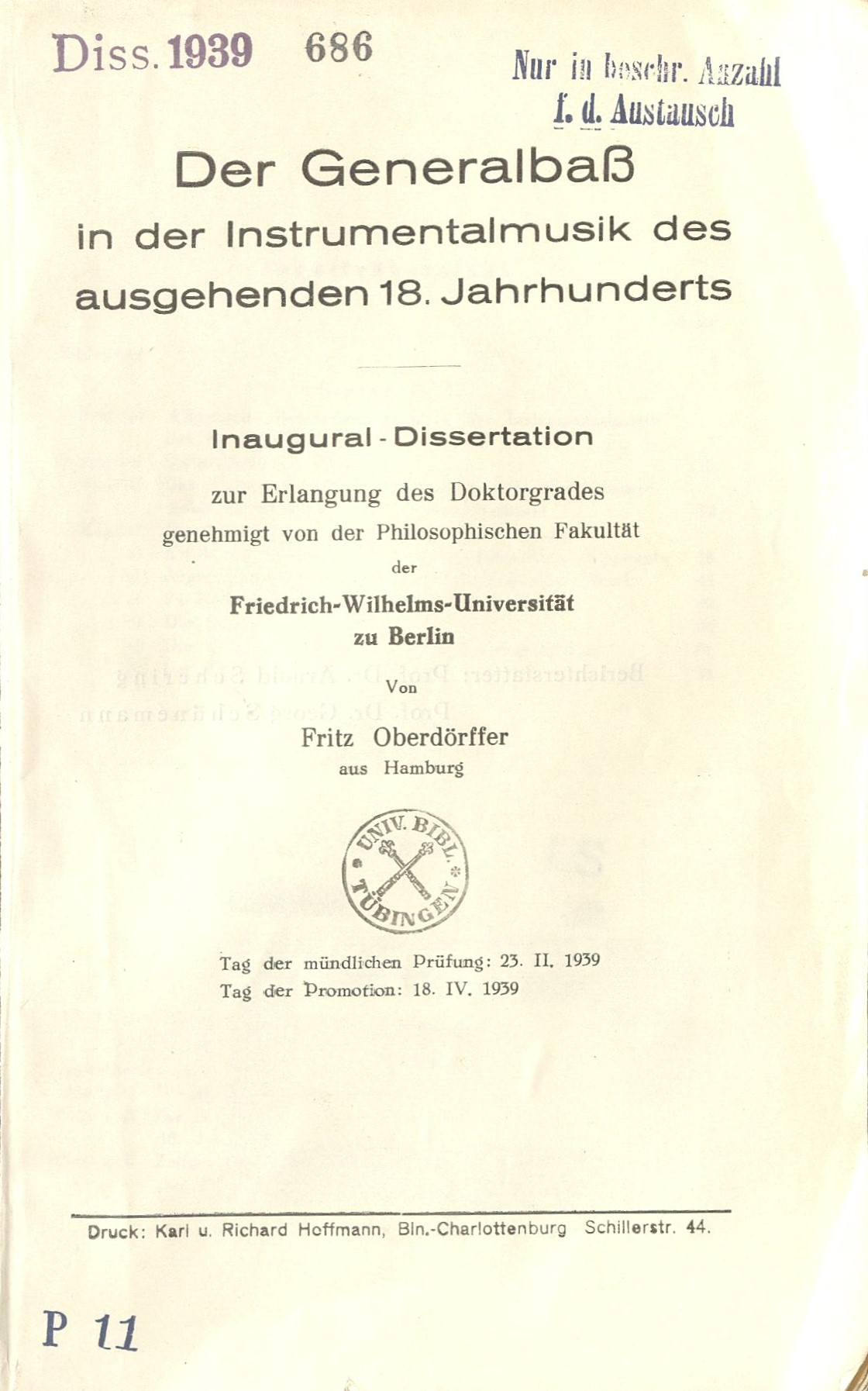
Dissertation (1939)

Fritz Oberdörffer war ein Sohn des Apothekers Christian Oberdörffer. Er besuchte das Wilhelm-Gymnasium in Hamburg und ab 1908 das Carolo-Alexandrinum in Jena. Er wurde nach dem Notabitur im August 1914 Soldat. Oberdörffer studierte von 1919 bis 1923 Musiktheorie, Komposition und Klavier am Leipziger Konservatorium und von 1929 bis 1933 Musikwissenschaft an der Universität Berlin. Er wurde 1939 mit der Dissertation Der Generalbaß in der Instrumentalmusik des ausgehenden 18. Jahrhunderts (gedruckt Kassel 1939) bei Arnold Schering und Georg Schünemann promoviert. Bis 1933 unterrichtete er an verschiedenen Konservatorien in Berlin und übte danach eine freie Lehrtätigkeit aus. Oberdörffer war seit 1925 mit der jüdischen Cellistin Rose-Marie Herschkowitsch verheiratet, sie hatten eine Tochter. Seine Frau wurde 1935 aus der Reichsmusikkammer ausgeschlossen und durfte nur noch im Rahmen des Jüdischen Kulturbundes auftreten. 1944 mussten die drei Zwangsarbeit leisten.
Von 1945 bis 1948 wirkte Oberdörffer als Abteilungsleiter und Lektor am Berliner Rundfunk. 1949 wanderte er in die Vereinigten Staaten aus. 1949 und 1950 war er bei der C.F. Peters Corporation in New York tätig. Seit dieser Zeit lehrte er als Gastprofessor an der University of Texas in Austin, 1964 wurde er zum Professor ernannt.
Oberdörffer veröffentlichte Fachartikel wie Die Generalbaßbegleitung zu Kammermusikwerken Bachs und des Spätbarocks (Mf X-XI, 1957–1958). Darüber hinaus schrieb er den Beitrag Neuere Generalbaßstudien (AMI XXXIX, 1967). Er schrieb auch Beiträge für das MGG und gab Klavier-, Kammermusik- und Orchesterwerke des 18. Jahrhunderts (auch Generalbassbearbeitungen) heraus, darunter die Sammlung Deutsche Klaviermusik des 17. und 18. Jahrhunderts (Neun Hefte, Berlin 1935 – 1936, zusammen mit Hans Fischer).